# Nová Ves nad Lužnicí
Nová Ves nad Lužnicí – wieś i gmina w Czechach, w powiecie Jindřichův Hradec, w kraju południowoczeski. Według danych z dnia 1 stycznia 2014 liczyła 337 mieszkańców.
We wsi jest stacja kolejowa Nová Ves nad Lužnicí.